# Institut national des sciences appliquées de Toulouse
Pour les articles homonymes, voir INSAT.
Pour un article plus général, voir Groupe INSA.
L’institut national des sciences appliquées de Toulouse (INSA Toulouse) est une grande école du groupe INSA faisant partie des 204 écoles d'ingénieurs françaises accréditées au 1er septembre 2020 à délivrer un diplôme d'ingénieur.
Membre de la Conférence des grandes écoles, il bénéficie, en tant qu'établissement public d’enseignement supérieur et de recherche, du statut d'Établissement Public à caractère Scientifique, Culturel et Professionnel. Situé à Toulouse, l'institut, membre fondateur de l'Université de Toulouse, a été créé en 1963.
Le réseau d'anciens élèves compte 17 852 anciens élèves pour l'INSA Toulouse et 106 714 personnes pour l'ensemble du réseau INSA (août 2019).[réf. nécessaire]

## Organisation
L’INSA Toulouse a le statut d’établissement public à caractère scientifique, culturel et professionnel et est membre fondateur de l'Université de Toulouse.

## Formation

### Cursus ingénieur
L’INSA Toulouse propose huit formations d’ingénieurs habilitées par le ministère de l’Enseignement supérieur et de la Recherche après l’avis de la commission des titres d'ingénieur.

#### Admission
Les élèves-ingénieurs intègrent l’institut après une admission sur dossiers, entretiens ou sur titres, en première, deuxième, troisième ou quatrième année.
L'admission en 1re année se fait au niveau Bac sur titre, dossier et entretien. Le recrutement est commun aux sept INSA et aux sept écoles partenaires (ENSIL-ENSCI de Limoges, ENSIAME de Valenciennes, ISIS de Castres, ENSCMu de Mulhouse, ENSISA Alsace, ESITech Rouen et UPVD de Perpignan).
Plusieurs dispositifs de sélection existent en fonction du diplôme du candidat :
- Bac S délivré par la France
- Bac STI2D ou STL délivré par la France
- Bac étranger ou d'un examen admis en équivalence du diplôme d'accès à l'entrée à l'université.

Les INSA recrutent également en première année des sportifs de haut niveau (obligatoirement inscrits sur les listes du ministère de la Jeunesse et des Sports) et des candidats en situation de handicap, dont l'admission est régie par des dispositions spéciales[réf. souhaitée].

#### Spécialités
À l'INSA de Toulouse, après une première année de tronc commun, les étudiants doivent choisir parmi quatre pré-orientations pour les 2e et 3e année.
- Ingénierie chimique, biochimique et environnementale (ICBE)
- Ingénierie de la construction (IC)
- Ingénierie des matériaux, composants et systèmes (IMACS)
- Modélisation, informatique, communication (MIC)

Ces quatre pré-orientations donnent chacune accès, à partir du 6e semestre, aux spécialités. D'après la CTI les titres des spécialités, en 2020, sont les suivantes :
| Titre de la spécialité du diplôme d'ingénieur | Statut                                                                       | Accréditation | Label   |
| --------------------------------------------- | ---------------------------------------------------------------------------- | ------------- | ------- |
| Automatique et Electronique                   | Formation initiale sous statut d'étudiant ou formation continue              | Maximale      | EUR-ACE |
| Génie biologique                              | Formation initiale sous statut d'étudiant ou formation continue              | Maximale      | EUR-ACE |
| Génie des procédés et Environnement           | Formation initiale sous statut d'étudiant ou formation continue              | Maximale      | EUR-ACE |
| Génie mécanique                               | Formation initiale sous statut d'étudiant ou formation continue              | Maximale      | EUR-ACE |
| Génie physique                                | Formation initiale sous statut d'étudiant ou formation continue              | Maximale      | EUR-ACE |
| Informatique et Réseaux                       | Formation initiale sous statut d'étudiant ou formation continue              | Maximale      | EUR-ACE |
| Mathématiques appliquées                      | Formation initiale sous statut d'étudiant ou formation continue              | Maximale      | EUR-ACE |
| Génie civil                                   | Formation initiale sous statut d'étudiant, d'apprenti, ou formation continue | Maximale      | EUR-ACE |

## Vie associative
Cette section ne s'appuie pas, ou pas assez, sur des sources secondaires ou tertiaires indépendantes du sujet. Le texte peut contenir des analyses inexactes ou inédites de sources primaires.
Pour l'améliorer, ajoutez-en, ou placez des modèles {{Source secondaire souhaitée}} ou {{Source secondaire nécessaire}} sur les passages mal sourcés. (décembre 2022)
L'INSA Toulouse a l'Amicale des Elèves et ses 80 clubs : activités artistiques, culturelles, de plein air ou associations solidaires. Une webradio « Radio Insa Toulouse » a été créée au début de l'année 2007. Chaque année, au mois de mai, le festival annuel de l'école, les 100 Tours de l'INSA, permet à tous les clubs et associations de l'école de se réunir durant deux jours de festivités.
Depuis septembre 2000, Les Enfoiros de l'INSA, étudiants et enseignants de l'INSA Toulouse et quelques assimilés ont décidé de s'investir pour aider l'association des Restos du Cœur. Des concerts sur le campus de l'INSA, au théâtre des Mazades et dans d'autres lieux sont réalisés ainsi que des collectes et plusieurs autres actions durant l'année. 

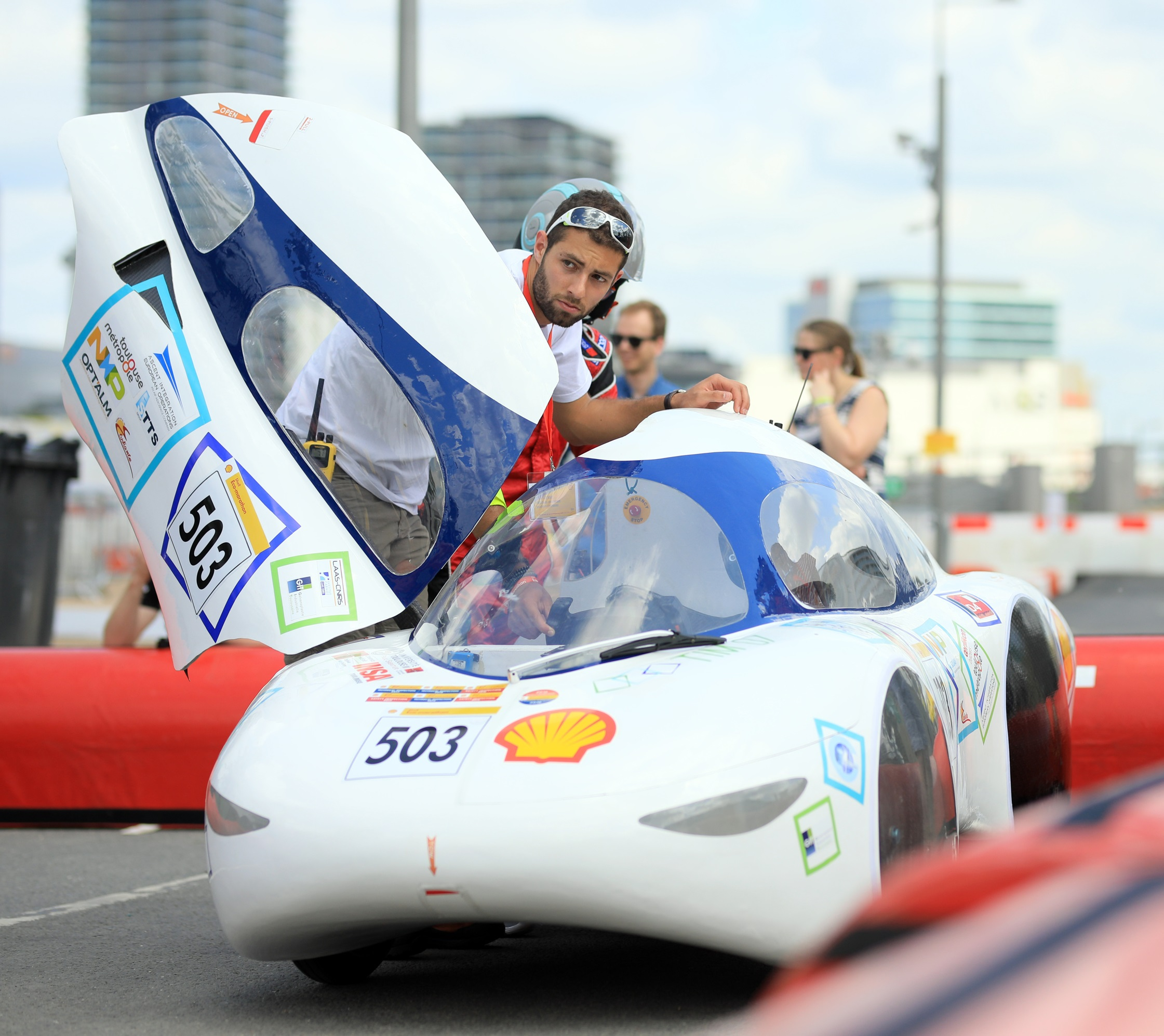
TIM07 au Shell Eco Marathon de Londres en mai 2017

## Recherche
L'INSA Toulouse héberge des chercheurs, enseignants-chercheurs, doctorants et techniciens œuvrant au sein de huit laboratoires :
- Toulouse Biotechnology Institute (INSA, CNRS, INRA) : Biocatalyse – physiologie et métabolisme microbien – systèmes microbiens et bioprocédés – transfert, interfaces et mélanges – séparation, oxydation et procédés hybrides
- Laboratoire de Physique et Chimie des Nano-Objets (INSA, UPS, CNRS): Synthèse de nanoparticules et chimie organométallique – nanoadressage, magnétisme et transport – optoélectronique quantique – modélisation physique et chimique
- Laboratoire Matériaux et Durabilité des Constructions (INSA-UPS) : Matériaux innovants, écomatériaux, durée de vie des matériaux et ouvrages
- Institut de Mathématiques de Toulouse (UPS, INSA, UT1, UT2 CNRS) : Systèmes linéaires et non-linéaires, équations aux dérivées partielles, combustion, mécanique des fluides, phénomènes de transport, processus de Markov, probabilités, statistiques.
- Laboratoire national des champs magnétiques intenses (CNRS- INSA-UPS) : Magnétisme, supraconducteurs, semi-conducteurs, magnéto-optique, biophysique, conducteurs organiques, nanophysique
- Laboratoire d'Analyse et d'Architecture des Systèmes : Systèmes informatiques critiques, robotique et systèmes autonomes, micro et nano systèmes, modélisation, optimisation et conduite de systèmes dynamiques
- Centre d'Elaboration des Matériaux et d'Études Structurales : Chimie des matériaux inorganiques, matériaux cristallins sous contraintes, nanomatériaux et nanosciences
- Institut Clément Ader (UMR INSA - UT3 - ISAE - ENSTIMAC): approche système en conception multidisciplinaire, conception optimale des structures et des assemblages mécaniques, mini et microfluidique, qualité et stratégie d’usinage, structures composites.

Ces laboratoires sont soutenus par trois unités d'appuis :
- Toulouse White Biotechnology (TWB) - (UMS INRA, INSA, CNRS) : transfert de technologie, biotechnologies industrielles, ingénierie enzymatique, ingénierie métabolique, biologie de synthèse, bioprocédés, évaluation environnementale, éthique.
- Calcul en Midi-Pyrénées
- Centre de microcaractérisation Raimond Castaing

Trois thématiques fédèrent leurs travaux[réf. nécessaire] :
- Environnement, santé et développement durable
- Nano-objets
- Systèmes embarqués.

## Classements

### Classements nationaux
L'INSA Toulouse est classée 3e école française au classement Eduniversal 2025 des écoles offrant un cursus en 5 ans. En 2021, elle est classée 3e école sur les 77 offrant un cursus en 5 ans au classement général (L’Étudiant), et 2e sur 77 selon les critères d'excellence académique.
Parmi l'ensemble des écoles d'ingénieurs françaises, l'INSA Toulouse est classée 
- 28e sur 168 en 2021 par L'Étudiant[9]
- 49e par Usine Nouvelle[réf. souhaitée]
- 20e par Industrie et technologies[réf. souhaitée]

### Classements internationaux
En 2021, l'INSA Toulouse fait son entrée dans le classement général de Shanghai à la position 801-900. Elle se classe alors 151-200 dans la catégorie mathématiques et 201-300 en biotechnologie dans ce même classement. Ce résultat est amélioré en 2022 avec un classement à la position 701-800.

## Personnalités liées

### Anciens professeurs
- Etienne-Jean Cassignol a dirigé de nombreuses années la première usine de production de circuits intégrés hors des États-Unis de l'entreprise américaine Motorola, implantée à Toulouse en 1966-1967 avec son concours.

### Anciens élèves
Plusieurs anciens élèves sont des sportifs de haut niveau car les INSA les recrutent en première année.
- Matthieu Androdias, rameur (Aviron) Champion Olympique en 2x en 2021 (Tokyo)
- Jean Bouilhou, joueur de rugby à XV français
- Thomas Castaignède, joueur de rugby à XV français, 54 sélections en équipe de France[12]
- Romain Mesnil, athlète spécialiste du saut à la perche, Argent aux Championnats du Monde (2007, 2009)
- Didier Quillot, président du directoire de Lagardère Active
- Claude Raynal, sénateur, conseiller général de la Haute-Garonne, maire de Tournefeuille et Vice-Président de la Communauté urbaine du Grand Toulouse.
- Louis Castex, ancien directeur de l'ENSAM de Paris et de l'INSA de Toulouse (INSAT), ancien président du PRES « Université de Toulouse ».
- David Skrela, joueur de rugby à XV français, 20 sélections en équipe de France[12].
- Richard Attias, homme d'affaires marocain, crée notamment la future JIS (Junior INSA Services).
- Corinne Coman, 74e miss France (2003)[13].
- Nicolas Rossard, joueur de Volleyball
- Michel Nandan, ingénieur et directeur d'équipe en rallye WRC (Toyota, Peugeot, Hyundai...)
- Manuel Bibes, directeur de Recherche au CNRS
- Guillaume Tisserand-Mouton et Nans Thomassey, acteurs et réalisateurs de Nus et culottés[14]
- Jean Botti, ancien directeur de l’innovation d’Airbus[15] et fondateur de la société Voltaero (développement d'un avion à propulsion électrique-hybride)[16]
- Alexandre Martinez, trésorier général puis président par intérim de la Fédération française de rugby
- Théo Faure, élève-ingénieur, joueur de volleyball, champion olympique 2024[17]

### Sources primaires
1. ↑  « Site Admission INSA », sur admission.groupe-insa.fr (consulté le 28 novembre 2018).
2. ↑  matheu, « ADMISSION », sur insa-toulouse.fr, 23 janvier 2018 (consulté le 28 novembre 2018).
3. ↑  « Pour une recherche à impact : 8 laboratoires au service de la recherche », sur INSA Toulouse (consulté le 2 février 2024)
4. ↑  « Pour une recherche à impact : 3 Unités d’appui à la recherche », sur INSA Toulouse (consulté le 2 février 2024)